# Gundula Gause

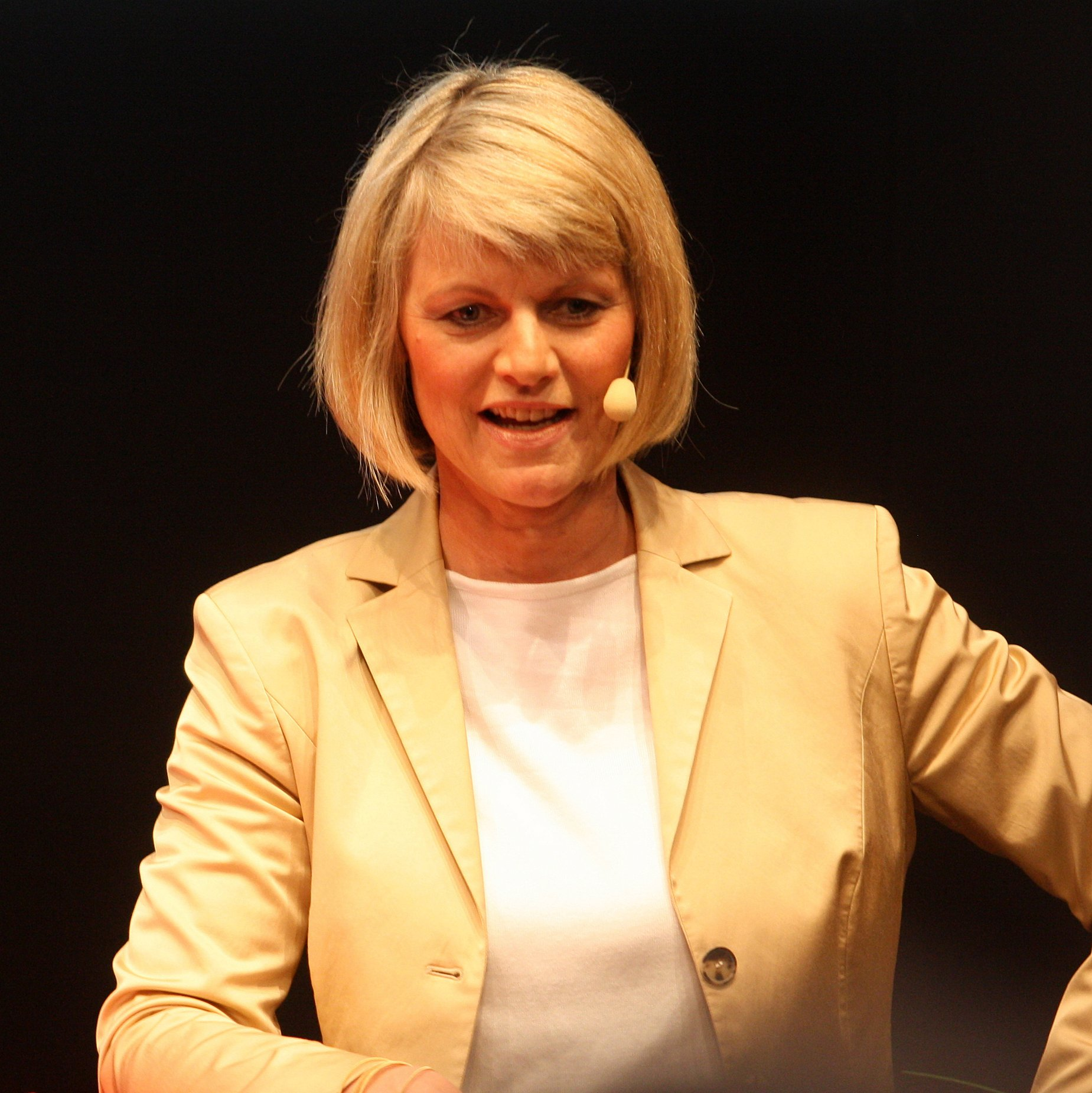
Gundula Gause, Mai 2015

Gundula Gause-Schmitz (* 30. April 1965 in West-Berlin) ist eine deutsche Nachrichtenmoderatorin im ZDF.

## Leben
Gundula Gause lebte ab 1975 in Mainz und machte ihr Abitur am Mainzer Gymnasium Gonsenheim, dem heutigen Otto-Schott-Gymnasium. Sie studierte an der Universität von Paris sowie der Johannes Gutenberg-Universität Mainz Politikwissenschaft, Mittlere und Neuere Geschichte und Publizistik.
1997 schloss sie ihr Studium als Magistra Artium ab; im selben Jahr moderierte sie in einem Privatradio und bei Sat.1 als Programmansagerin, das zu dieser Zeit noch aus Mainz sendete. 
Seit 1989 ist sie beim ZDF Redakteurin und Nachrichtensprecherin von heute; sie moderierte das ZDF-Magazin Nachbarn und das ZDF-Morgenmagazin (1992–1993). Gundula Gause ist seit dem 8. Februar 1993 Co-Moderatorin im heute-journal. Zwischen Juni und Dezember 2021 war sie Vertretungsmoderatorin im heute journal up:date, seit Januar 2022 fungiert sie als Hauptmoderatorin. Außerdem moderiert sie seit 2022 die Ausgaben der ZDF-heute-Nachrichten um 12:00 Uhr und 17:00 Uhr.
Gundula Gause lebt in Mainz und ist gläubige evangelische Christin. Seit 2016 tritt sie in der Öffentlichkeit auch als Reformationsbotschafterin für die Evangelische Kirche in Deutschland anlässlich des 500. Jahrestages der Reformation auf. Gause engagiert sich seit 2002 für den Afrikatag des katholischen Missionswerkes missio. Zudem ist sie Botschafterin der Initiative Schau hin!  Gause ist seit 1997 mit dem Mainzer Zahnarzt und ehemaligen FDP-Politiker Peter Schmitz verheiratet, mit dem sie zwei Kinder hat. Peter Schmitz bringt zudem aus erster Ehe einen Sohn mit. In der Sendung Kölner Treff vom 9. September 2017 gab Gundula Gause an, den Doppelnamen Gause-Schmitz zu führen.

## Ehrungen
- 2013: Verdienstkreuz am Bande der Bundesrepublik Deutschland[13]
- 2019: Mainzer Medienpreis[12]

## Veröffentlichungen
- Die große Herausforderung ist, Familie und Beruf zu vereinbaren, in: Martin Gundlach:(Hrsg.): 1965. Der (fast) geburtenstärkste Jahrgang beschreibt sein Lebensgefühl. R. Brockhaus, Wuppertal 2005, ISBN 978-3-417-24895-1.
- Die Eltern-Uni – Die ersten 12 Semester. Ihr Kind von 0 bis 6 Jahren. In Zusammenarbeit mit Maren Franz, wissenschaftliche Beratung: Stefan Eber, illustriert von Tony Ross. Pendo, München 2008, ISBN 978-3-86612-185-0.
- Abschalten: ein Fastenzeitkalender, Herder, Freiburg im Breisgau / Basel / Wien 2009, ISBN  978-3-451-30151-3.
- mit Rainer Wälde: Landkarten des Lebens: wie wir werden, was wir sind. adeo, Asslar 2012, ISBN 978-3-942208-54-3.

## Sonstiges
In dem deutschen Spielfilm Löwenzahn – Die Reise ins Abenteuer, der 2005 zum 25-jährigen Jubiläum der Fernsehreihe Löwenzahn produziert wurde, spielte Gundula Gause eine Schlossführerin.
Des Weiteren hat sie in der Löwenzahn-Folge Endlos haltbar – Wenn aus Nachbarn Freunde werden (2020) einen Cameo-Auftritt als Nachrichtensprecherin.